# キム・コールド
キム・コールド（Kim Kold、1965年8月25日 - ）はデンマークの元ボディビルダーの俳優。

## 略歴
元々はセミプロのサッカー選手でゴールキーパーだったが、27歳だった1993年に大けがをしてアキレス腱を痛め、そのリハビリのためにジムでトレーニングを受けるようになったことが、ボディビルを始めるきっかけとなる。1994年にサッカー選手を引退して1996年にアマチュアのボディビル選手に転身、1997年からボディビル競技に出場するようになり、2006年にはデンマーク・チャンピオンとなる。その後、2010年までヨーロッパのいくつかの競技会に出場する。
ボディビルダーとしての活動の傍ら、デンマークで鍵屋として働き、その後、スペインでセキュリティ会社を始める。
2007年に、友人のマッツ・マシーセンが監督した短編映画『Denis』の主人公を演じる。この作品は商業ベースには乗らなかったが、YouTubeで400万回以上閲覧されるなどインターネット上で評判となり、アマチュア俳優としてコールドの名前が知られるようになると、マシーセンは改めてコールドを主演に起用し、『Denis』をベースにした映画『Teddy Bear』を制作する。同作は2012年のサンダンス映画祭でワールド・シネマ監督賞ドラマ部門 (World Cinema Directing Award Dramatic) を受賞している。
2013年に公開予定の映画『ワイルド・スピード EURO MISSION』でハリウッド映画初出演。

## 私生活
娘サラはデンマーク在住の黒帯の空手チャンピオンである。
また、サラは2013年6月に出産予定で、コールドにとっては初孫の誕生となる。

## 主な出演作品
- Denis (2007) - デニス役　※短編映画、主演
- 10 timer til Paradis (2012) - デニス役 ※2007年に主演した短編映画の長編映画化、英題は『Teddy Bear』
- ワイルド・スピード EURO MISSION (2013) -  クラウス役
- スター・トレック BEYOND (2016) - ザヴァンコ役
- 6アンダーグラウンド (2019) - ダキーク役